# Missak Baghboudarian
Missak Baghboudarian (en arabe : ميساك باغبودريان; en arménien : Միսաք Պաղպուտարեան (Hayer)) est un musicien et chef d'orchestre syrien d'origine arménienne. Il est né en 1973 à Damas. Depuis janvier 2003, Missak Baghboudarian est le directeur et chef d'orchestre de l'orchestre symphonique national de Syrie, avec lequel il a donné de nombreux concerts en Syrie, au Liban, en Jordanie, à Dubaï, aux Émirats arabes unis, à Oman, en Italie, en Turquie et à Bahreïn.

## Biographie
Missak Baghboudarian a commencé sa formation musicale à l'Institut de musique arabe de Damas sous la direction du professeur Hader Junaid et de Cynthia Al-Wadi, avec une spécialisation en piano et direction d'orchestre. Au cours de ses études, il se produit dans des concerts et participe à des séminaires avec des professeurs tels que Françoise Thinat et Svetlana Navasardian,.
En 1995, Missak Baghboudarian est diplômé de l'Institut supérieur de musique de Damas, après quoi il a travaillé comme professeur d'arrangement orchestral, ainsi que chef assistant de l'Orchestre symphonique national syrien sous la direction du professeur Solhi al-Wadi. Missak Baghboudarian a participé avec lui à la production de la première première d'opéra de l'histoire de la Syrie - "Dido and Æneas" d'Henry Purcell. Des représentations ont eu lieu dans les amphithéâtres romains de Bosra et de Palmyre et ont attiré des milliers de spectateurs.
Début 1997, Missak Baghboudarian se rend en Italie pour poursuivre sa formation musicale académique. Il a étudié la composition et la direction d'orchestre au Conservatoire Luigi Cherubini avec le professeur Mauro Cardi et Alessandro Pinzotti. À l'Académie Hans Swarowsky, Missak Baghboudarian a étudié la direction d'orchestre avec le professeur Julius Kalmar (enseignant aux académies de musique de Hambourg et de Vienne). En parallèle, il a également participé à plusieurs cours spécialisés avec Michael Beck (Allemagne), Dorrell Basco (Roumanie), Carl St. Clair (USA), Riccardo Muti (Italie) et Jorma Panula (Finlande).
En mai 2004, Missak Baghboudarian, en tant que chef d'orchestre de l'Orchestre symphonique national syrien et chef du chœur de l'Institut supérieur de musique, a participé à la cérémonie d'ouverture de la première Maison Al-Assad pour la culture et les arts du Moyen-Orient à Damas.
Missak Baghboudarian a travaillé comme chef d'orchestre avec des solistes tels que le pianiste arménien Armen Babakhanyan, la pianiste bulgare Galina Vracheva, les pianistes syriens Ghazvan Al-Zarkali et Raji Sarkis, le clarinettiste syrien Keenan Azmeh, la chanteuse d'opéra Gloria Skalki, les pianistes Riccardo Sandiford, Waseem Kotoub, Daniel Giorgi, Bassam Neshvati.

## Distinctions
- Commandeur de l'ordre de l’Étoile de la solidarité italienne (2010)